# Ново-Миколаївська волость
Ново-Миколаївська волость — історична адміністративно-територіальна одиниця Херсонського повіту Херсонської губернії.
Станом на 1886 рік складалася з 5 поселень, 5 сільських громад. Населення — 4715 осіб (2384 чоловічої статі та 2331 — жіночої), 608 дворових господарств.
|                     | Площа, десятин | У тому числі орної, дес. |
| ------------------- | -------------- | ------------------------ |
| Сільських громад    | 14473          | 7024                     |
| Приватної власності | 9683           | 2383                     |
| Казенної власності  | 777            | 155                      |
| Іншої власності     | 136            | 120                      |
| Загалом             | 24969          | 9682                     |

Поселення волості:
- Ново-Миколаївка — село при річці Базавлук за 222 верст від повітового міста, 2623 особи, 432 двори, церква православна, школа, 7 лавок, щорічний ярмарок.
- Ново-Вітебськ — колонія євреїв при ставках, 934 особи, 66 дворів, єврейський молитовний будинок, 3 лавок.
- Ново-Ковно (Чемберська) — колонія євреїв при ставках, 668 осіб, 43 двори, молитовний будинок, лавка.
- Ново-Подольськ (Кушинська) — колонія євреїв при ставках, 432 особи, 55 дворів, земська станція, лавка.
- Штейнбах — колонія німців при річці Базавлук, 58 осіб, 12 дворів, лютеранський молитовний будинок.